# Thuir
Thuir – miejscowość i gmina we Francji, w regionie Oksytania, w departamencie Pireneje Wschodnie. Zajmuje powierzchnię 19,9 km². W 2012 roku liczyła 7189 mieszkańców, a gęstość zaludnienia wynosiła 361,3 osób/km². 

## Zabytki
Zabytki na terenie gminy posiadające status monument historique:
- Villa Palauda